# 吴赞诚墓
吴赞诚墓，位于安徽省合肥市庐江县盛桥镇夏家田埠，是清福建巡抚吴赞诚的陵墓。墓碑为民国二十一年（1932年）所立，由庐江县政协文史委员会于2004年发现。2018年公布为第六批合肥市文物保护单位。